# Thurl Bailey
Thurl Lee Bailey (* 7. April 1961 in Washington, D.C.) ist ein ehemaliger US-amerikanischer Basketballspieler, der sowohl in der NBA als auch in Europa spielte.

## Karriere
Während seines Studiums spielte Bailey für das Wolfpack genannte Hochschulteam der North Carolina State University in der NCAA Division I. In seinem Senior-Jahr führte Bailey das Team in Punkten und Rebounds pro Spiel an, in dem die Mannschaft nach Siegen in letzter Minute als Cardiac Pack betitelt bis ins Finale der NCAA Division I Basketball Championship vordrangen, wo sie die hochfavorisierten Cougars alias Phi Slamma Jamma der University of Houston um die späteren NBA-Stars und Mitglieder der Naismith Memorial Basketball Hall of Fame Hakeem Olajuwon und Clyde Drexler durch einen spielentscheidenden Dunking in letzter Sekunde von Lorenzo Charles besiegten und die Meisterschaft 1983 errangen. Zu Ehren Baileys wurde seine Trikotnummer #41 von der Universitätsmannschaft später zurückgezogen und wird nicht mehr vergeben. In der NBA-Draft 1983 wurde Bailey von den Utah Jazz als siebter Spieler ausgewählt. Bei den Jazz übernahm Bailey sofort eine Schlüsselrolle im System von Frank Layden und legte mit 8,5 Punkten, 5,7 Rebounds sowie 1,5 Blocks pro Spiel eine ordentliche Rookie-Saison hin. Zur Belohnung wurde er ins NBA All-Rookie Team gewählt. Im folgenden Jahr verbesserte er seine Punktausbeute auf 15,2 Punkte pro Spiel und stand in 68 von 80 Spielen in der Startaufstellung.
Nachdem die Jazz Karl Malone im Draft 1985 verpflichtet hatten, kam Bailey fortan als Sechster Mann von der Bank und erzielte durchschnittlich 14 Punkte pro Spiel. Seine beste Zeit hatte Bailey zwischen 1987 und 1989, als er über 19 Punkte pro Spiel auflegte und hinter Malone die wichtigste Angriffsoption der Jazz war. In den folgenden Saisons fielen seine Leistungen ab, so dass er 1991 im Tausch für Tyrone Corbin zu den Minnesota Timberwolves transferiert wurde. Bei den chronisch erfolglosen Wolves verbrachte er zweieinhalb Jahre, ehe er als Free Agent nach Europa ging. 1999 kehrte er zu den Jazz zurück und absolvierte nur sporadisch Kurzeinsätze. Im Anschluss an der Saison 1998/1999 beendete Bailey seine Profikarriere.
Im Jahr 1989 wurde Bailey für sein soziales Engagement mit dem J. Walter Kennedy Citizenship Award ausgezeichnet.
Nachdem er vier Jahre in den griechischen und italienischen Ligen Basketball gespielt hatte, kehrte Bailey 1999 zu den Jazz zurück. Nach der Saison gab er seinen Rücktritt vom professionellen Sport bekannt. In seiner 16-jährigen Karriere spielte Bailey zwölf Jahre in der NBA, in dieser Zeit brachte es Bailey auf 12,8 Punkte, 5,1 Rebound und 1,2 Blocks pro Spiel.
Nach Beendigung seiner Karriere ließ sich Bailey mit seiner Familie in Salt Lake City nieder und arbeitet als TV-Analyst für die Spiele der Utah Jazz und der University of Utah. Nebenbei betätigt er sich als Musiker; er veröffentlichte bereits drei Alben.